# باتريك كونراد
باتريك كونراد (بالألمانية: Patrick Konrad)‏ (و. 1991  م) هو راكب دراجة هوائية، من النمسا.

## سجل الفوز
| \| 01 سبتمبر 2012 \| فرنسا تور دي أفينير 2012 \| المرتبة 10 في تصنيف النقاط، المرتبة 9 في التصنيف العام \| \| 26 مايو 2013 \| التشيك 2013 Peace Race U23 \| المرتبة 7 في التصنيف العام، المرتبة 9 في تصنيف الجبال، المرتبة 9 في تصنيف النقاط \| \| 31 أغسطس 2013 \| فرنسا تور دي أفينير 2013 \| المركز الثالث \| \| 22 يونيو 2014 \| النمسا 2014 Oberösterreich Rundfahrt \| الفائز حسب التصنيف العام \| \| 01 يناير 2015 \| الدنمارك طواف الدنمارك 2015 \| المرتبة 5 في التصنيف العام \| \| 15 أغسطس 2015 \| فرنسا طواف أين 2015 \| المرتبة 6 في تصنيف الجبال، المرتبة 6 في تصنيف النقاط، المرتبة 9 في التصنيف العام \| \| 11 أكتوبر 2015 \| الإمارات العربية المتحدة طواف أبو ظبي 2015 \| المرتبة 10 في التصنيف العام، المرتبة 3 في تصنيف أفضل شاب \| \| 21 فبراير 2016 \| سلطنة عمان طواف عمان 2016 \| المرتبة 5 في تصنيف أفضل شاب \| \| 15 مارس 2016 \| إيطاليا تيرينو ادرياتيكو 2016 \| المرتبة 5 في تصنيف أفضل شاب \| \| 24 أبريل 2016 \| بلجيكا لييج-باستون-لييج 2016 \| المرتبة 15 في التصنيف العام \| \| 31 يوليو 2016 \| ألمانيا Rad am Ring 2016 \| المرتبة 6 في التصنيف العام \| \| 11 فبراير 2017 \| إسبانيا فولتا مورسيا 2017 \| المركز الثالث \| \| 26 فبراير 2017 \| الإمارات العربية المتحدة طواف أبو ظبي 2017 \| الفائز حسب ترتيب السرعة \| \| 08 أبريل 2017 \| إسبانيا طواف إقليم الباسك 2017 \| المرتبة 7 في التصنيف العام، المرتبة 7 في تصنيف النقاط \| \| 23 أبريل 2017 \| بلجيكا لييج-باستون-لييج 2017 \| المرتبة 20 في التصنيف العام \| \| 28 مايو 2017 \| إيطاليا طواف إيطاليا 2017 \| المرتبة 16 في التصنيف العام \| \| 26 يناير 2018 \| إسبانيا تروفيو سيرا دي ترامونتانا 2018 \| المرتبة 6 في التصنيف العام \| \| 11 مارس 2018 \| فرنسا باريس-نيس 2018 \| المرتبة 7 في التصنيف العام، المرتبة 8 في تصنيف النقاط \| \| 07 أبريل 2018 \| إسبانيا طواف إقليم الباسك 2018 \| المرتبة 10 في التصنيف العام، المرتبة 7 في تصنيف النقاط \| \| 18 أبريل 2018 \| بلجيكا فليش والون 2018 \| المرتبة 10 في التصنيف العام \| \| 27 مايو 2018 \| إيطاليا طواف إيطاليا 2018 \| المرتبة 7 في التصنيف العام \| \| 10 أغسطس 2018 \| بولندا طواف بولندا 2018 \| الفائز في ترتيب التسلق \| \| 07 سبتمبر 2018 \| كندا جائزة كيبيك الكبرى للدراجات 2018 \| المرتبة 5 في التصنيف العام \| \| 09 سبتمبر 2018 \| كندا جائزة مونتريال الكبرى للدراجات 2018 \| المرتبة 9 في التصنيف العام \| \| 13 أكتوبر 2018 \| إيطاليا طواف لومبارديا 2018 \| المرتبة 18 في التصنيف العام \| |                                            |                                                                                  |        |
| سجل الفوز |                                            |                                                                                  |        |
| التاريخ | السباق                                     | البلد                                                                            | المركز |
| 01 سبتمبر 2012 | فرنسا تور دي أفينير 2012                   | المرتبة 10 في تصنيف النقاط، المرتبة 9 في التصنيف العام                           |        |
| 26 مايو 2013 | التشيك 2013 Peace Race U23                 | المرتبة 7 في التصنيف العام، المرتبة 9 في تصنيف الجبال، المرتبة 9 في تصنيف النقاط |        |
| 31 أغسطس 2013 | فرنسا تور دي أفينير 2013                   | المركز الثالث                                                                    |        |
| 22 يونيو 2014 | النمسا 2014 Oberösterreich Rundfahrt       | الفائز حسب التصنيف العام                                                         |        |
| 01 يناير 2015 | الدنمارك طواف الدنمارك 2015                | المرتبة 5 في التصنيف العام                                                       |        |
| 15 أغسطس 2015 | فرنسا طواف أين 2015                        | المرتبة 6 في تصنيف الجبال، المرتبة 6 في تصنيف النقاط، المرتبة 9 في التصنيف العام |        |
| 11 أكتوبر 2015 | الإمارات العربية المتحدة طواف أبو ظبي 2015 | المرتبة 10 في التصنيف العام، المرتبة 3 في تصنيف أفضل شاب                         |        |
| 21 فبراير 2016 | سلطنة عمان طواف عمان 2016                  | المرتبة 5 في تصنيف أفضل شاب                                                      |        |
| 15 مارس 2016 | إيطاليا تيرينو ادرياتيكو 2016              | المرتبة 5 في تصنيف أفضل شاب                                                      |        |
| 24 أبريل 2016 | بلجيكا لييج-باستون-لييج 2016               | المرتبة 15 في التصنيف العام                                                      |        |
| 31 يوليو 2016 | ألمانيا Rad am Ring 2016                   | المرتبة 6 في التصنيف العام                                                       |        |
| 11 فبراير 2017 | إسبانيا فولتا مورسيا 2017                  | المركز الثالث                                                                    |        |
| 26 فبراير 2017 | الإمارات العربية المتحدة طواف أبو ظبي 2017 | الفائز حسب ترتيب السرعة                                                          |        |
| 08 أبريل 2017 | إسبانيا طواف إقليم الباسك 2017             | المرتبة 7 في التصنيف العام، المرتبة 7 في تصنيف النقاط                            |        |
| 23 أبريل 2017 | بلجيكا لييج-باستون-لييج 2017               | المرتبة 20 في التصنيف العام                                                      |        |
| 28 مايو 2017 | إيطاليا طواف إيطاليا 2017                  | المرتبة 16 في التصنيف العام                                                      |        |
| 26 يناير 2018 | إسبانيا تروفيو سيرا دي ترامونتانا 2018     | المرتبة 6 في التصنيف العام                                                       |        |
| 11 مارس 2018 | فرنسا باريس-نيس 2018                       | المرتبة 7 في التصنيف العام، المرتبة 8 في تصنيف النقاط                            |        |
| 07 أبريل 2018 | إسبانيا طواف إقليم الباسك 2018             | المرتبة 10 في التصنيف العام، المرتبة 7 في تصنيف النقاط                           |        |
| 18 أبريل 2018 | بلجيكا فليش والون 2018                     | المرتبة 10 في التصنيف العام                                                      |        |
| 27 مايو 2018 | إيطاليا طواف إيطاليا 2018                  | المرتبة 7 في التصنيف العام                                                       |        |
| 10 أغسطس 2018 | بولندا طواف بولندا 2018                    | الفائز في ترتيب التسلق                                                           |        |
| 07 سبتمبر 2018 | كندا جائزة كيبيك الكبرى للدراجات 2018      | المرتبة 5 في التصنيف العام                                                       |        |
| 09 سبتمبر 2018 | كندا جائزة مونتريال الكبرى للدراجات 2018   | المرتبة 9 في التصنيف العام                                                       |        |
| 13 أكتوبر 2018 | إيطاليا طواف لومبارديا 2018                | المرتبة 18 في التصنيف العام                                                      |        |

### سباقات أو مراحل فاز بها
| التاريخ        | السباق                                            | المركز                                                                  |
| -------------- | ------------------------------------------------- | ----------------------------------------------------------------------- |
| 31 يناير 2019  | تروفيو سيس سالينس 2019                            | السابع في التصنيف العام                                                 |
| 16 فبراير 2019 | فولتا مورسيا 2019                                 | الرابع في التصنيف العام، الخامس في تصنيف النقاط                         |
| 13 أبريل 2019  | طواف إقليم الباسك 2019                            | التاسع في التصنيف العام، التاسع في تصنيف النقاط                         |
| 24 أبريل 2019  | لا فليش والون 2019                                | السابع في التصنيف العام                                                 |
| 28 أبريل 2019  | لييج-باستون-لييج 2019                             | المرتبة 13 في التصنيف العام                                             |
| 19 مايو 2019   | سباق الطريق ضد الساعة للرجال في بطولة النمسا 2019 |                                                                         |
| 23 يونيو 2019  | طواف سويسرا 2019                                  | الثالث في التصنيف العام                                                 |
| 03 أغسطس 2019  | طواف سان سيباستيان 2019                           | السادس في التصنيف العام                                                 |
| 26 يوليو 2020  | طواف سيبيو للدراجات 2020                          | الثاني في التصنيف العام، الثاني في تصنيف الجبال، الثالث في تصنيف النقاط |
| 30 سبتمبر 2020 | لا فليش والون 2020                                | السابع في التصنيف العام                                                 |
| 25 أكتوبر 2020 | طواف إيطاليا 2020                                 | العاشر في تصنيف النقاط، الثامن في التصنيف العام                         |
| 20 يونيو 2021  | سباق الطريق للرجال في بطولة النمسا 2021           | الفائز في التصنيف العام                                                 |

## روابط خارجية
- باتريك كونراد على موقع الاتحاد الدولي للدراجات (الإنجليزية)
- باتريك كونراد على موقع أرشيف الدراجات (الإنجليزية)
- باتريك كونراد على موقع إحصائيات الدراجات الإحترافية (الإنجليزية)
- باتريك كونراد على موقع نسبة الدراجات (الإنجليزية)
- باتريك كونراد على موقع CycleBase (الإنجليزية)
- باتريك كونراد على موقع أوليمبيديا (الإنجليزية)